# Branka

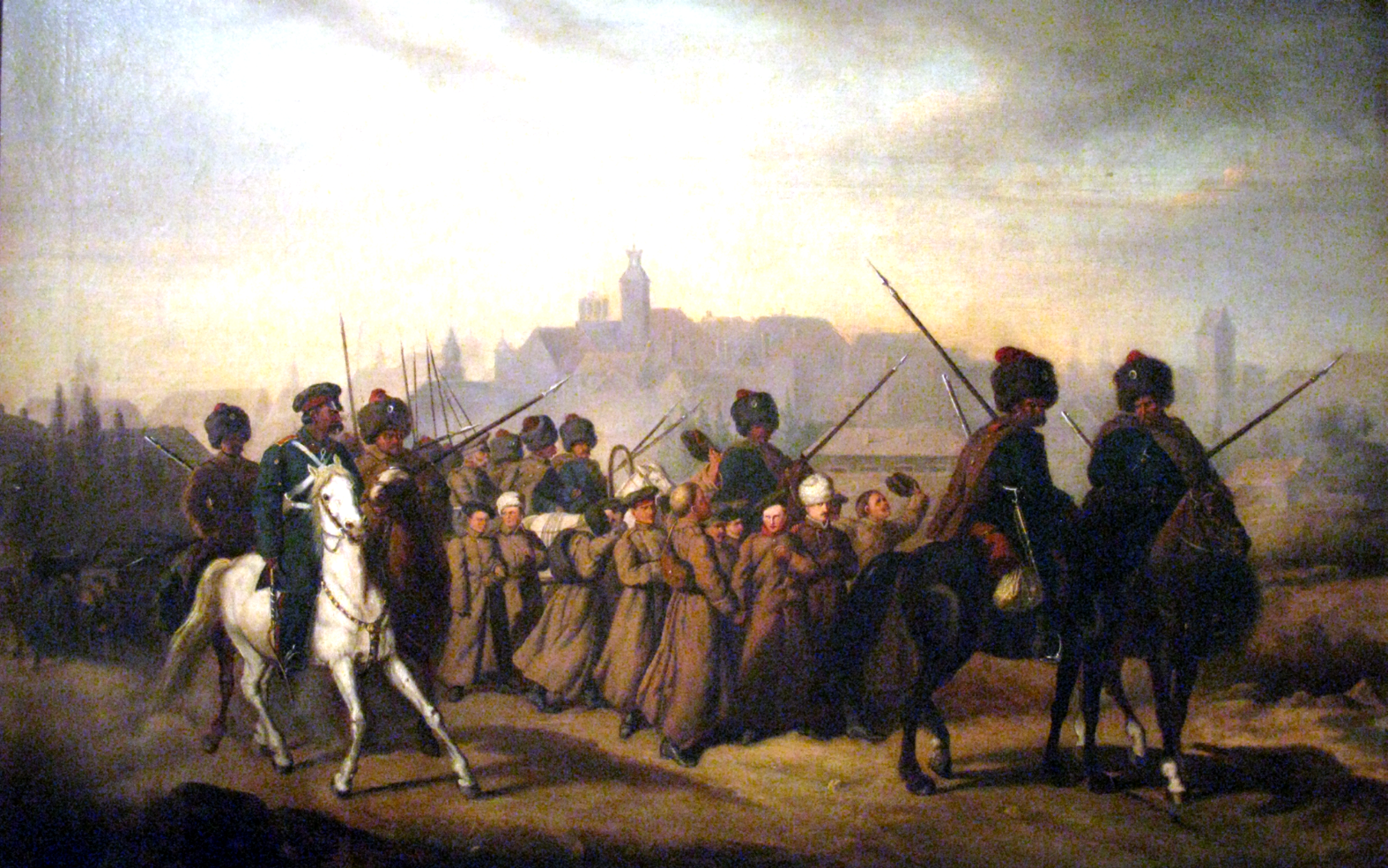
Aleksander Sochaczewski: Branka Polaków do armii rosyjskiej w 1863

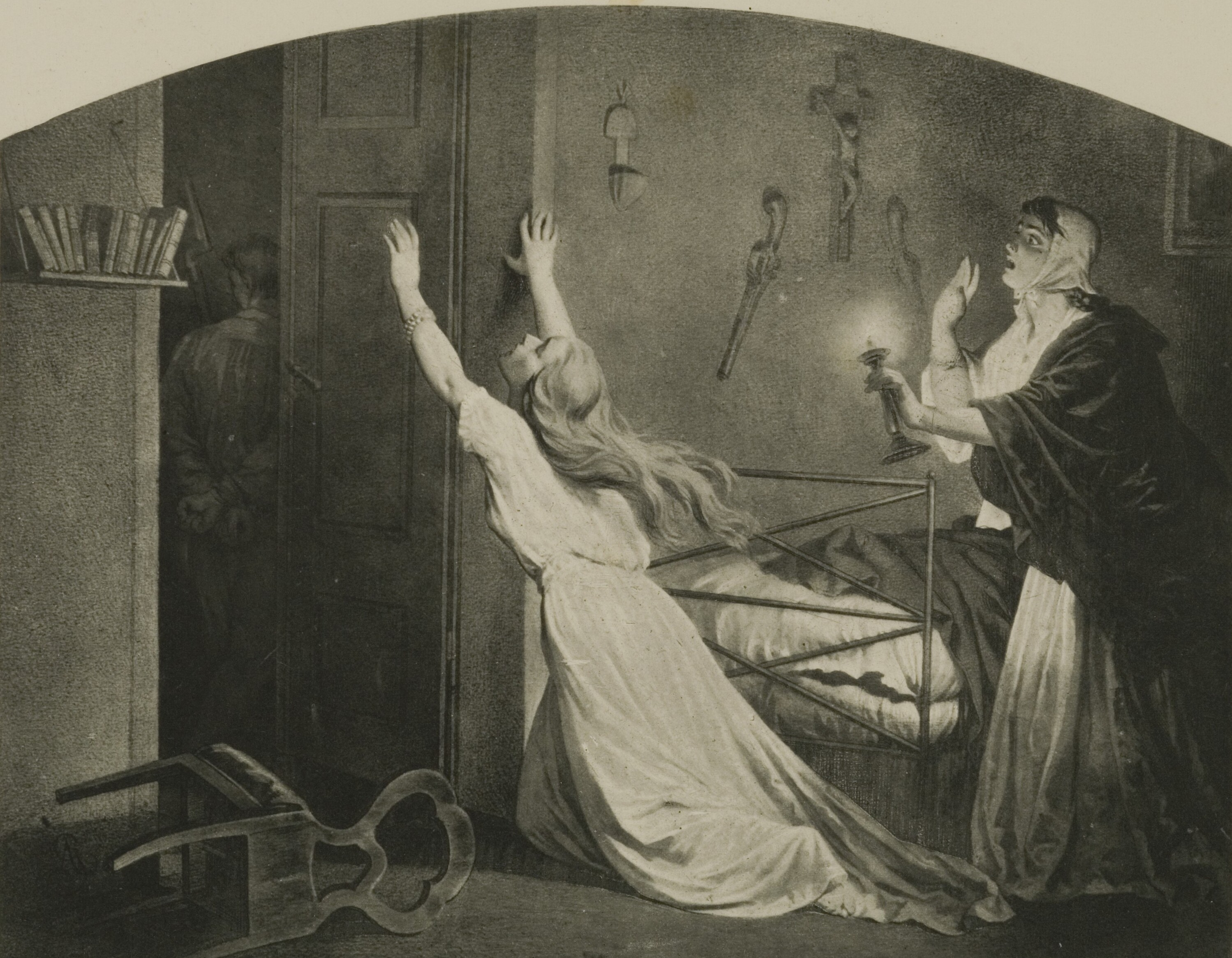
Artur Grottger: Branka (cykl Polonia)

Branka – potoczna nazwa poboru do Carskiej Armii Rosyjskiej, zarządzonego w Królestwie Polskim 6 października 1862 z inicjatywy naczelnika rządu cywilnego Aleksandra Wielopolskiego, który nie chciał dopuścić do wybuchu powstania. Pobór miał objąć około 8 tysięcy rekrutów spośród osób podejrzewanych o działalność konspiracyjną, zamieszkałych w miastach, a zwłaszcza w Warszawie.
Branka młodych polskich mężczyzn do wojska rosyjskiego w nocy z 14 na 15 stycznia 1863 w Warszawie odbyła się na podstawie imiennych list, a nie jak zwykle poprzez losowanie. Akcja była pomysłem Aleksandra Wielopolskiego, a autorami list byli jego syn Zygmunt Andrzej Wielopolski i oberpolicmajster Siergiej Muchanow. 
Branka, która w zamierzeniu miała przeciwdziałać wybuchowi powstania nazywanego później styczniowym, przyspieszyła tylko jego wybuch. Mimo że brankę utrzymywano w tajemnicy, część młodzieży opuściła Warszawę i sformowała w Puszczy Kampinoskiej oraz Lasach Serockich pierwsze oddziały. W celu zapobieżenia brance na prowincji wyznaczono termin wybuchu powstania na 22 stycznia 1863.